# 香川えみ
香川 えみ（かがわ えみ、1962年9月4日 - ）は、日本の元タレントで歌手である。本名、加河 絵美（かがわ えみ）。1983年（昭和58年）の 『クラリオンガール』（9代目）として知られる。

## 人物
1962年（昭和37年）、鳥取県生まれ。島根大学理学部数学科に在学中だった1982年（昭和57年）、1983年度『クラリオンガール』（9代目）に選出された。1983年6月には、歌手としてシングルレコード 『時の華』（アポロン音楽工業）も発売している。デビュー当時付けられたキャッチフレーズは「好きだなあ…日本の女」。この当時所属していた事務所は「10BAN企画」。

## 「エッチする」の元祖説
香川に係わる逸話として、「セックスする」ことを意味する、「エッチする」という表現の元祖が香川であるとの説がある。この表現を1980年代に広げたのはタレントの明石家さんまであるとされるが、これは明石家が司会を務めていたテレビ番組 『サタデーナイトショー』（東京12チャンネル）にゲストとして登場した香川が「エッチする」と発言し、その表現をいたく気に入った明石家が以後頻繁に使用した結果、世間に流布されたものだという。